# Jacques d'Humières
Jacques d'Humières (né vers 1520 - mort en 1579) est un noble picard, marquis d'Encre et gouverneur de Picardie, fondateur de la Ligue catholique.

## Biographie

### Famille
Jacques d'Humières était le fils de Jean II d'Humières (mort en 1550) et de Françoise Le Josne de Contay (morte en 1557). Il était le frère de Charles d'Humières, Grand aumônier de France et évêque de Bayeux. Il épousa Renée d'Averton (morte en 1592) avec laquelle il eut trois enfants : Charles d'Humières et Anne d'Humières, morts en 1595, et Jacqueline d'Humières morte après 1606, héritière et dernière descendante de la maison d'Humières, qui épousa, en 1595, Louis II de Crevant (1565-1648).

### Carrière politique
Chambellan du Dauphin, maître de sa garde-robe, puis, conseiller du roi et chambellan du roi en 1559, Jacques d'Humières fut nommé gouverneur de Péronne, Roye et Montdidier, le 15 décembre 1560, après la mort de son frère Louis. Lieutenant-Général du roi en Picardie puis gouverneur de Picardie à la création de cette fonction en 1568. Il était capitaine de cinquante hommes d'armes en 1567.
Le Prince de Condé investi du gouvernement de Picardie devant attribuer aux protestants, conformément au traité du 14 mai 1576, des places de sûreté, Jacques d'Humières, refusa de remettre des places fortes de Picardie, dont Péronne, aux protestants. 
En juin 1576, avec l'appui de seigneurs des environs réunis au château d'Happlaincourt, il rédigea un manifeste qui fut rendu public à Péronne en février 1577. Ce manifeste était en fait un appel lancé aux princes et prélats du royaume, afin de rétablir la religion catholique et « l’obéissance de Sa Majesté ». Le mouvement gagna la plupart des villes de Picardie : outre Péronne, Abbeville, Amiens, Corbie, Encre, Saint-Quentin, Beauvais adhérèrent à la Ligue catholique. Soutenu par l’Espagne, le mouvement gagna toute la France.
À sa mort en 1579, son fils Charles d'Humières lui succéda ; ce dernier se rallia en 1589 — après l'assassinat d'Henri III — à Henri de Navarre (qui devint Henri IV).

## Titres et distinctions
Chevalier, seigneur d'Encre en 1563 et de plus d'une trentaine de fiefs, il devint le premier marquis d'Encre en juin 1576 par lettres patentes du roi Henri III. 
Chevalier de l'ordre de Saint-Michel et de l'ordre du Saint-Esprit à sa création le 31 décembre 1578.